# Clifford's Inn

Blason de Clifford

Clifford's Inn, une ancienne Inn of Chancery, se trouve entre la cour royale de Justice et la cathédrale Saint-Paul à Londres. 
Située à Fetter Lane près de l'église St. Dunstan-in-the-West, elle héberge aujourd'hui des bureaux et des appartements de luxe meublés.
C'est la plus vieille Inn de Londres, elle a été fondée en 1344. 
Son nom provient du baron de Clifford.

## Histoire
Les Inn of Chancery ont évolué en tandem avec les Inns of Court. Durant les XIIe et XIIIe siècles, la Loi était enseignée à la Cité de Londres par le clergé.
Cependant, durant le XIIIe siècle, deux évènements ont affecté cette forme d'enseignement légale: un décret de Henri III précisant que les institutions d'éducation ne peuvent exister dans la Cité et un décret papal prohibant le clergé de l'enseignement de la Loi.
En conséquence, le système d'éducation a été dispersé, les avocats se dirigeant vers la périphérie extérieure de la Cité de Londres mais restant à proximité du Magna Carta.
Le voisinage de ce qui avait été le village de Holborn se transforma en habitations comprenant des hôtels ou Inns, qui par le temps, deviendra connu sous le nom de leur propriétaires. 
Inns of Chancery se sont développés autour des Inns of Court, héritant leur nom et utilisation de la part des Chancery Clerks, qui les utilisent non seulement comme logement mais également des bureaux pour rédiger des assignations. Pendant le Moyen Age, l'éducation des futurs avocats au sein des Inns of Chancery était considéré comme le parcours obligatoire pour devenir un avocat. Par conséquent, les étudiants entrent dans ces Inns pour apprendre les derniers enseignements de la Loi.
La terre sur laquelle se tient la Clifford Inn a été accordé au Lord de Clifford le 24 Février 1310. Depuis la mort du Lord en 1314, la propriété est passée du frère du Lord Roger Clifford puis à son neveu Robert de Clifford. Après la mort de Robert en 1344, sa veuve Isabelle loua l'usage de l'Inn aux étudiants de droit pour 10 livres annuels. 
La Société Clifford's Inn a conclu l'achat de la pleine propriété le 29 mars 1618 avec le propriétaire d'alors, Francis Clifford pour la somme de 600 livres sterling, sous réserve qu'elle lui verse ensuite un loyer de 4 livres sterling par an pour l'utilisation du terrain et qu'elle mette un ensemble de chambres à disposition des avocats de son choix. 
À la mort du 5e comte, le comté de Cumberland s'éteignit et la baronnie de Clifford passa à la fille du 5e comte et seule héritière, Lady Elizabeth Boyle. Après de longues querelles juridiques familiales, les droits et privilèges de Clifford's Inn ont été dévolus à sa cousine Lady Anne Clifford, dont les biens sont restés entre les mains des descendants jusqu'au début du XIXe siècle. 
En 1903, il est apparu que la Inn était inadaptée à produire les requis pour l'éducation des avocats, ainsi ses membres ont unanimement décidé de dissoudre la Clifford's Inn Society. La société a décidé de vendre les bâtiments et donné le résidu à L'Attorney General for England and Wales, le chef nominal du bureau, pour qu'il en fasse ce qu'il en souhaite. La vente aux enchères des actifs a eu lieu le 14 mai 1903 et l'auberge a été vendue pour la somme de 100 000 livres sterling. Les bâtiments furent détruits en 1934, excepté la maison d'accueil qui fut conservé. La maison d'accueil semble avoir été désigné par Decimus Burton, un étudiant de la Inn entre 1830 et 1834.

## Gouvernance et structure
Clifford's Inn était dirigé par le Conseil, présidé par le Principal. Le conseil était constitué de 13 avocats, tous élus par les membres de la Inn et bénéficiant de certains droits; Ils pouvaient tenir leur chambre comme ils le voulaient et s'asseoir à une table séparée au dîner. Le Principal est élu par tous les membres de la Inn et est chargé de la supervision des servants et de l'organisation. Ses privilèges comprenaient le droit de choisir parmi l'ensemble des chambres en plus d'une généreuse allocation pour la bière. Depuis le 15 Juin 1668, le Principal est élu pour une période de 3 ans. Cependant, dans la pratique, une fois élu, le Principal occupait sa fonction jusqu'à sa mort ou une passation précoce.
La longue dispute sur le titre de propriété de la famille Clifford a semé la confusion dans la gouvernance de l'auberge Clifford pendant un certain temps, et pendant une période, l'utilisation de plusieurs blasons a été enregistré. Clifford's Inn décida plus tard d'adopter l'ancien blason d'armes, dénommé "Chequée Or et Azur, en gueule de tresses".
Des étudiants, comme Sir Edward Coke et John Selden, sont passés par la Clifford's Inn,.